# Геофлексура
Геофлексура (рос. геофлексура, англ. geoflexure, нім. Geoflexur f) – тип флексури, який виражається в рельєфі у вигляді велетенського протяжного уступу. Виділяють континентальні геофлексури та внутрішньоконтинентальні геофлексури (наприклад, уступ між Західно-Сибірською рівниною і Середньосибірським плоскогір’ям, який підкреслений долиною Єнісею). 